# Vance Kelly
Pour les articles homonymes, voir Kelly.
Vance Kelly, est un chanteur-guitariste de blues américain, né le 24 janvier 1954 à Chicago, Illinois, États-Unis.

## Discographie
- Call Me - 1994
- Joyriding in the Subway - 1995
- Hands Off! - 1998
- What Three Old Ladies Can Do - 2000
- Live at Lee's Unleaded Blues - 2003
- Nobody Has the Power - 2005
- Bluebird - 2008
- How Can I Miss You, When You Won't Leave - 2018